# 磁気センサ
磁気センサ（じきセンサ）は、磁場（磁界）の大きさ・方向を計測することを目的としたセンサ。
測定対象磁場の強さ、交流・直流の別や測定環境等、目的に応じて多種多様な磁気センサが存在する。用途は、純粋な磁場計測のみならず、電流センサ、磁気ヘッド、移動体探知器等、電気・電子系をはじめとして、ありとあらゆる工学分野に亘っており、各種のセンサの中でも極めて多彩な部類といえる。
なお、磁界センサ、磁力計等、多くの同義語が存在する。

## 主な種類
- コイル
- ホール素子

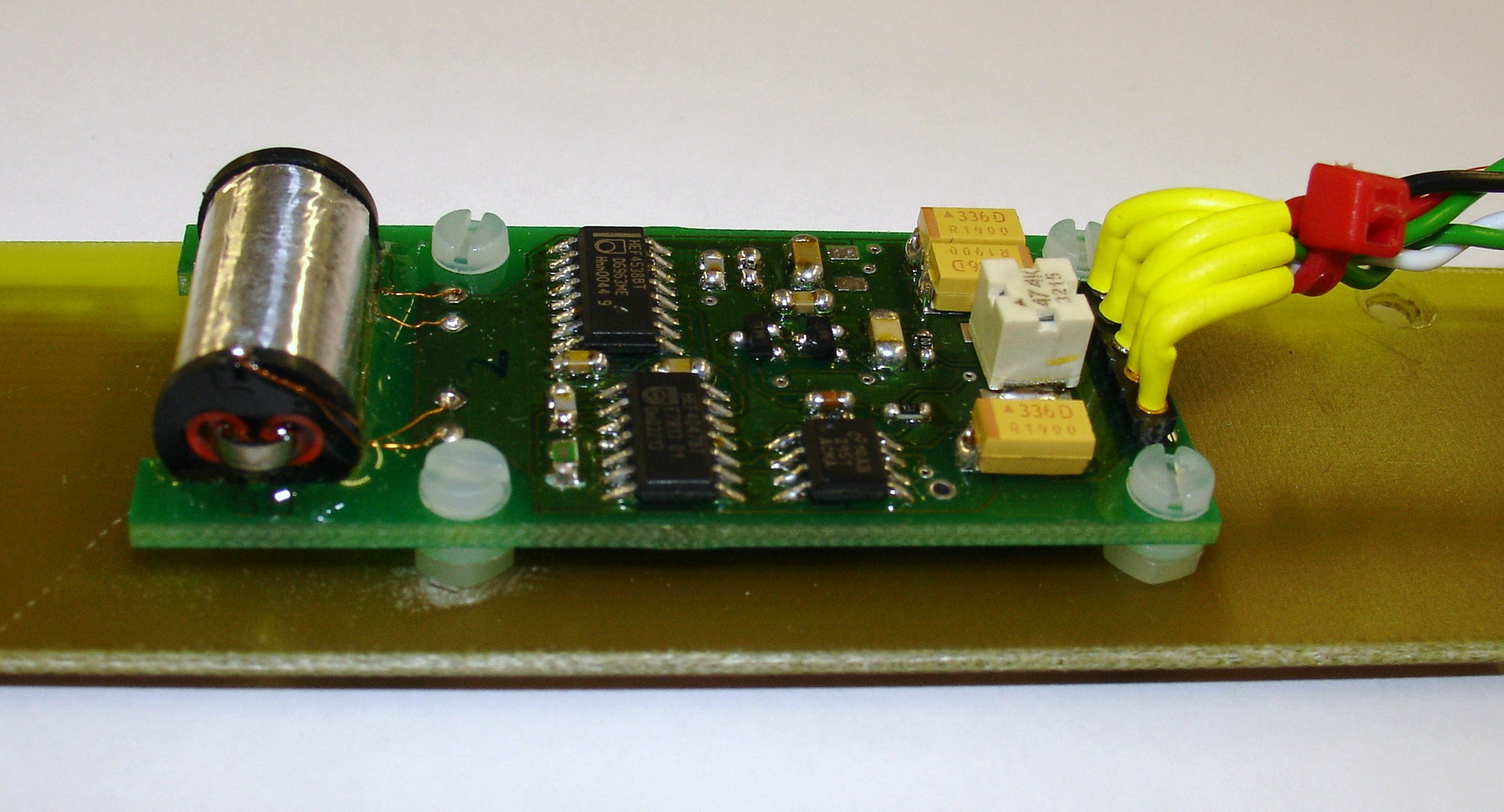
非同軸式フラックス・ゲート磁力計

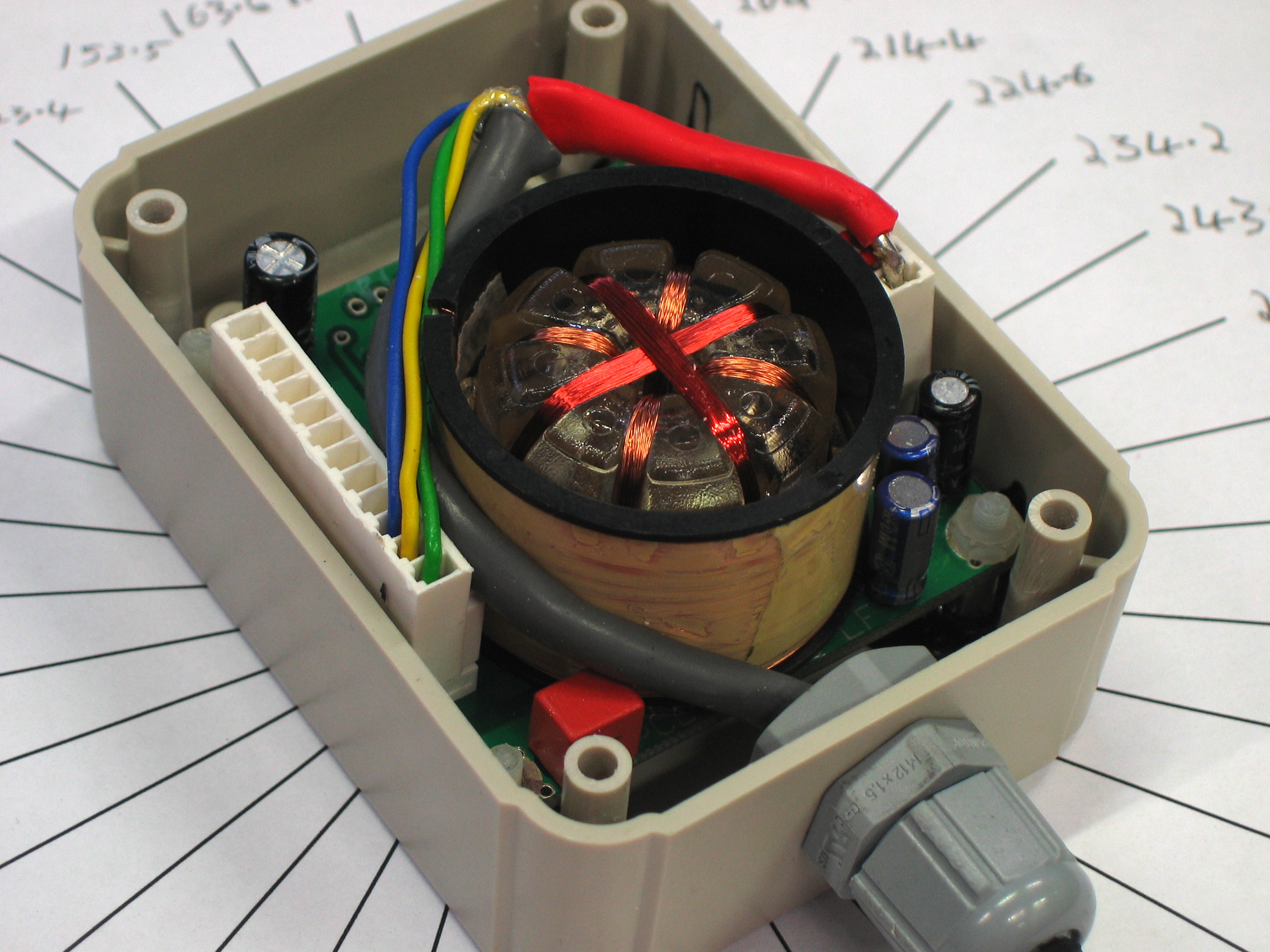
フラックス・ゲート磁力計/クリノメーター

- 磁気抵抗効果素子（MR：AMR、GMR、TMR等）
- 磁気インピーダンス素子（MI素子）
- GSRセンサ
- ウィーガント・ワイヤ
- フラックス・ゲートセンサ
- 光ポンピング磁力計
- ダイヤモンド窒素-空孔中心素子
- ファラデー素子（磁気光学素子）
- プロトン磁力計（磁気共鳴型磁気センサ）
- 電気力学的磁気センサ（荷電粒子線）
- 超伝導量子干渉素子（SQUID）

## 適切な選択のための観点
感度（分解能）
磁場の大きさのレンジに適したものを選ぶ。感度が高ければよいというものではない。例えば、一般的な永久磁石の強度を測定する際にダイナミックレンジの小さい超伝導量子干渉素子（SQUID）を用いるのは不適当である。
使用環境
例えば自動車の車内のように振動の激しい場所で使用する場合には、高い機械的精度を要するファラデー素子や電気力学的センサを選択することは適切でない。また、温度変化の激しい場所で使用するには、感度の温度依存性が大きいホール素子は適していない（出力に対する何らかの補正が必要になる）。高温の場所においては、冷却を要するSQUIDは勿論適さない。
極性検出の可否
例えば、ホール素子やフラックス・ゲートセンサは磁場の向きを判別できるが、磁気インピーダンス素子やファラデー素子は（そのままでは）磁場の大きさのみ測定可能で、向きは分からない。後者のセンサで向きまで測定するためには、何らかの手段でバイアスをかける必要がある。
測定対象磁場の性質
電磁誘導を利用するコイルは基本的に交流磁場しか測定できない（工夫すれば直流磁場も測定可能である）。しかし、測定対象の磁場が交流であることが既知であるなら、安価に構成可能なコイルで十分かもしれない。
ダイナミックレンジ
SQUIDや光ポンピング磁力計は微小磁場の検出には適しているものの、ダイナミックレンジが極めて小さいため、シールドルームを必要とする。ダイナミックレンジが大きい素子であれば、適切なフィルタ回路で電気的に雑音を除去できる。

## 主な用途
- 非接触電流センサ

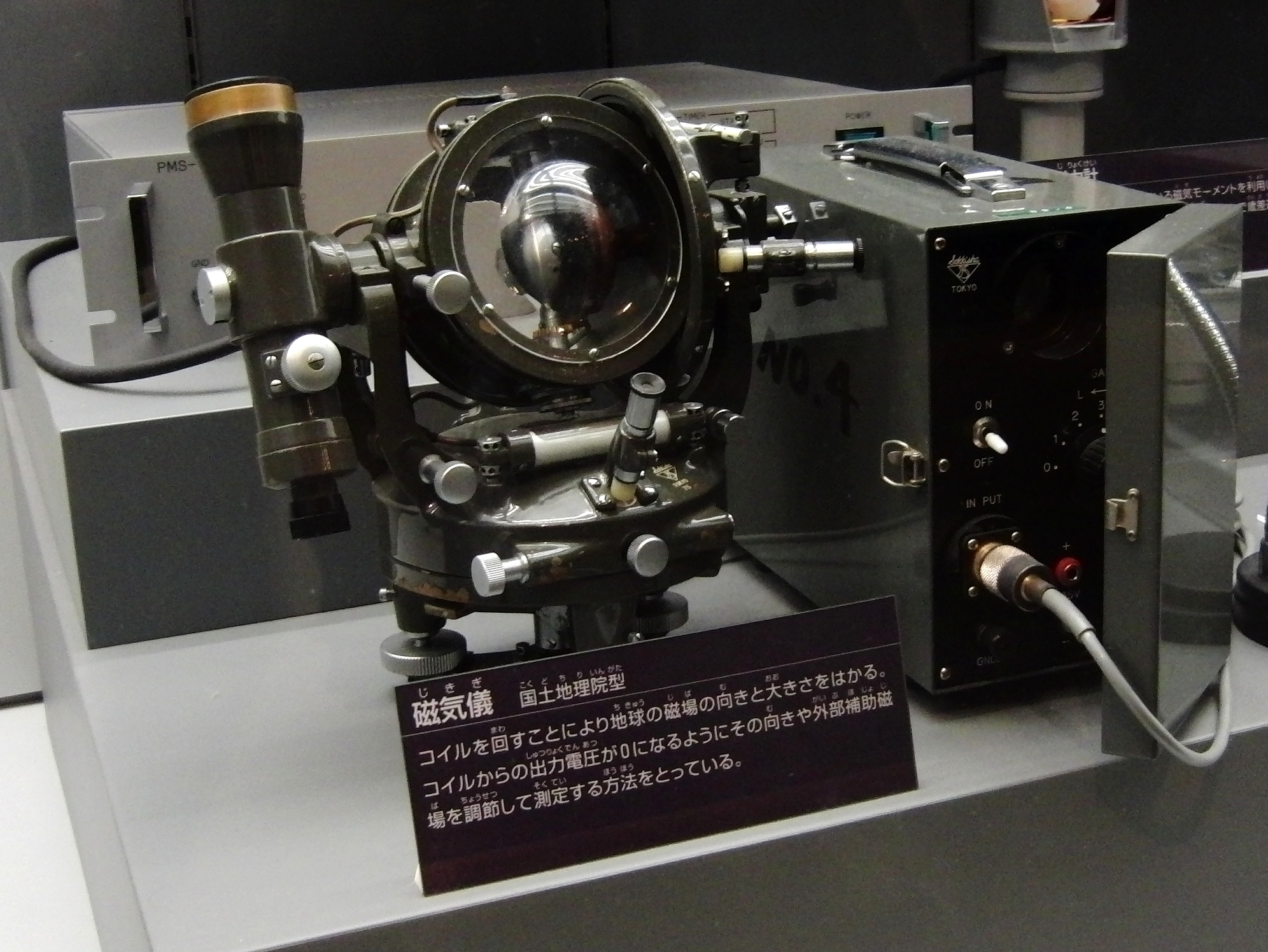
GSI型磁気儀。地理調査所（現・国土地理院）の開発。国立科学博物館の展示。

- 情報記録媒体用磁気ヘッド、（紙幣等の）真贋判定装置
- 回転センサ（エンコーダ）、角度センサ
- 非破壊検査装置、磁気探傷装置
- 生体磁場計測装置（心磁図、脳磁図、筋磁図等）
- 方位計
- 移動体探知、磁性体検知
- 核磁気共鳴信号の取得
- 地下鉱脈の捜索
- 潜水艦の位置特定
- 機雷、地雷の探知センサ
- アストロニクス（宇宙船、人工衛星等）